# Nicholas Clinch
Pour les articles homonymes, voir Clinch.
Nicholas B. Clinch (Evanston (Illinois), 9 novembre 1930 - Palo Alto (Californie), 15 juin 2016) est un alpiniste américain.

## Biographie
Le 18 décembre 1966, lors de la première tentative d'ascension du Massif Vinson, Nicolas Clinch et trois autres alpinistes sponsorisés par le Club alpin américain atteignent le sommet. Ils profitent de cette ascension pour gravir le mont Tyree, le mont Shinn et le mont Gardner les jours suivants.
Le 5 juillet 1958 il atteint pour la première fois, avec Pete Schoening et Andy Kaufman, le sommet du Gasherbrum I (8 068 m, onzième plus haute montagne sur Terre).
Il publia les livres A Walk in the Sky: Climbing Hidden Peak (1982) et, avec sa femme Elizabeth, Through a Land of Extremes: The Littledales of Central Asia (2009).